# Subakut skleroserande panencefalit
Subakut skleroserande panencefalit (SSPE) är hjärninflammation orsakad av mässlingsvirus. Några tecken på subakut skleroserande panencefalit är nattskräck och hallucinationer.
SSPE är en neurologisk sjukdom som drabbar barn och unga vuxna. Den påverkar det centrala nervsystemet. Det är en långsam, kronisk virusinfektion av hjärnan som orsakas av defekt mässlingsvirus. Sjukdomen förekommer i hela världen men är sällsynt i länder som har allmänna vaccinationsprogram mot mässling, den minskade med minst 90% i dessa länder när de införde allmän mässlingsvaccination. 
Förekomsten av SSPE är högre bland män än bland kvinnor (förhållandet är ungefär tre till ett). De flesta som får SSPE har tidigare haft mässling i späd ålder, vanligtvis före två års ålder, följt av sex till åtta år innan de neurologiska symtomen uppträder. Trots den långa tiden mellan mässlingsinfektionen och SSPE-diagnosen, så tror forskarna att hjärnan infekteras kort efter att den första mässlingsinfektionen uppträdde och att hjärninfektionen sedan utvecklas långsamt. Varför den blir kvar och varför den utvecklas är okänt. 
De första symtomen på SSPE är subtila och inkluderar svag mental försämring (till exempel sämre minne) och beteendeförändringar (till exempel lättretlighet), vilket följs av störningar i motoriken, exempelvis okontrollerbara ofrivilliga ryckningar av huvudet, bålen  eller armar och ben. Epileptiska anfall kan förekomma. En del patienter blir blinda. Vid långt framskriden sjukdom kan patienterna förlora förmågan att gå, då deras muskler blir stela eller rycker. Försämringen fortsätter tills patienten hamnar i koma, och sedan till ett varaktigt vegetativt tillstånd. Döden orsakas vanligtvis av feber, hjärtstillestånd eller hjärnans oförmåga att styra det autonoma nervsystemet.